# Quốc âm thi tập
Quốc âm thi tập (Hán Nôm: 國音詩集) là tên gọi phổ biến dành cho tuyển tập thơ chữ Nôm của danh sĩ Nguyễn Trãi sáng tác có thể ở thời kỳ đầu của nhà Hậu Lê. Việc đặt tên gọi cho tập thơ cũng như biên soạn cũng có thể do người thời sau Nguyễn Trãi thực hiện, nhiều khả năng nhất là vào thời vua Lê Thánh Tông (trị vì thời kỳ 1460–1497). Nó được coi là tập thơ đại thành đầu tiên bằng tiếng Việt sử dụng chữ Nôm trong lịch sử sáng tác thơ văn của người Việt Nam. Do tầm quan trọng như vậy của nó mà Quốc âm thi tập nhận được nhiều sự quan tâm nghiên cứu của giới học giả từ thời Lê sơ cho đến ngày nay. Cùng với tập thơ chữ Nôm Bạch Vân quốc ngữ thi tập của Nguyễn Bỉnh Khiêm (1491–1585), Quốc âm thi tập là 2 văn bản thực sự quan trọng trong việc tạo dựng diện mạo cho một dòng thơ hàn luật chữ Nôm ở thời kỳ trung đại của người Việt.
Các phần của Quốc âm thi tập gồm:
- Vô đề
- Môn thì lệnh (thời tiết)
- Môn hoa mộc (cỏ cây)
- Môn cầm thú (thú vật)

### Sách
- Phạm Luận (phiên âm và chú giải) (2014), Nguyễn Trãi - Quốc Âm Thi Tập, Nhà xuất bản Văn học, Hà Nội,
- Trần Trọng Dương (2015) Nguyễn Trãi Quốc âm từ điển, NXB Từ điển bách khoa

### Bài viết (tạp chí chuyên ngành), luận văn
- Bùi Duy Dương, Thành ngữ gốc Hán trong ba kiệt tác thơ Nôm Lưu trữ ngày 8 tháng 8 năm 2022 tại Wayback Machine, Tạp chí Hán Nôm, số 5(96), 2009
- Dương Thị Hoàn, Sự vận động tư tưởng nhàn từ thơ Nôm Nguyễn Trãi đến thơ Nôm Nguyễn Bỉnh Khiêm. (Luận văn Thạc sĩ Khoa học Ngữ văn, Đại học Thái Nguyên, 2012)
- Hoàng Thị Thu Thủy, Thi pháp thơ Nôm Nguyễn Trãi. (Luận văn Thạc sĩ Văn học, Trường Đại học Sư phạm Thành phố Hồ Chí Minh, 2002)
- Nguyễn Kim Châu, Sự phát triển của tiếng Việt văn học thế kỷ XVI qua cái nhìn đối sánh giữa "Quốc âm thi tập" của Nguyễn Trãi với "Bạch Vân quốc ngữ thi" của Nguyễn Bỉnh Khiêm. (Tạp chí Khoa học, Khoa Khoa học Xã hội và Nhân văn, Trường Đại học Cần Thơ, 2012)

Nguồn khác (báo, tạp chí điện tử):
- Trần Trọng Dương, Giải mã những câu thơ sáu chữ trong "Quốc âm thi tập" từ ngả đường ngữ âm học lịch sử Lưu trữ ngày 26 tháng 9 năm 2019 tại Wayback Machine. (Khoa Ngữ văn - Trường Đại học Sư phạm Hà Nội, 30/08/2013)